# Стадион Панатинаико
Стадион Панатинаико (грч. Παναθηναϊκό στάδιο), такође познат и као „Калимармаро“ (грч. Καλλιμάρμαρο, срп. Лепи мермерни), је атлетски стадион у Атини, који је угостио прве модерне Олимпијске игре 1896. Реконструисан од остатака стадиона из античке Грчке, а једини је стадион на свету изграђен у потпуности од белог мермера.

## Историја
У давна времена, коришћен је да угости атлетска такмичења на Панатенејама, које су одржаване у част богиње Атене. У класично доба, стадион је имао дрвена седишта, а касније је у поптуности израђен од мермера. То је учинио архонт Ликург 329. п. н. е., a био проширен и реновиран од стране Херода, а 140. године имао је капацитет од 50.000 места. Остаци античке структуре су биле ископане и реновиране са средствима Евангелиса Запаса за оживљавање олимпијских игара. Стадион је реновиран други пут 1895. за потребе Летњих олимпијских играра 1896., а то је финансирао грчки филантроп Георгиос Авероф, чија мермерна статуа сада стоји на улазу, на основу дизајна од стране архитеката Анастасиоса Метаксаса и Ернста Зилера.